# Tomi Jurić
Tomi Jurić (Sydney, 1991. július 22. –) horvát származású ausztrál labdarúgó, a szlovén Koper csatára.

## Pályafutása

### Klubcsapatokban
Profi pályafutását a Croatia Sesvete csapatánál kezdte 2010-ben. Később a Lokomotiva, az NK Inter-Zaprešić, az Adelaide United, a Western Sydney Wanderers, a Roda, a Luzern, a CSZKA Szofija, majd újra az Adelaide United, a MacArthur, a Melbourne Victory és a NorthEast United csapataiban játszott. 2024-ben Szlovéniába igazolt: a Koper együtteséhez.

### A válogatottban
2013. július 20-án mutatkozott be az ausztrál válogatottban a Dél-Korea elleni Kelet-ázsiai labdarúgó-bajnoki mérkőzésen. Bekerült a 2015-ös Ázsia-kupára induló ausztrál keretbe, ahol a csapat megnyerte a bajnoki címet. Az ausztrál válogatottban összesen 41 nemzetközi mérkőzésen lépett pályára és 8 gólt szerzett.

## Statisztika

### A válogatottban
| Ausztrália | Ausztrália | Ausztrália |
| Év         | Mérk.      | Gólok      |
| ---------- | ---------- | ---------- |
| 2013       | 3          | 1          |
| 2014       | 2          | 0          |
| 2015       | 10         | 1          |
| 2016       | 5          | 2          |
| 2017       | 12         | 4          |
| 2018       | 9          | 0          |
| Összesen   | 41         | 8          |

## Sikerei, díjai
Western Sydney Wanderers
- AFC-bajnokok ligája: 2014

Ausztrália
- Ázsia-kupa: 2015